# Tasmanzeemerel
De tasmanzeemerel (oude naam eilandmerel, Turdus poliocephalus) is een uitgestorven zangvogel uit de familie lijsters (Turdidae).

## Taxonomie
Eerder werden in totaal 49 ondersoorten gerekend tot dit taxon, maar bij een grote taxonomische herziening in 2024 is dit complex gesplitst in 17 verschillende soorten, waarbij alleen twee uitgestorven ondersoorten nog overblijven voor deze soort.

## Verspreiding en leefgebied
Deze vogel kwam voor op twee afgelegen Australische eilanden en telde twee ondersoorten:
- † T. p. poliocephalus: Norfolkeiland.
- † T. p. vinitinctus: Lord Howe-eiland.